# Bill Elliott
Pour l'acteur américain, voir Wild Bill Elliott.
Statistiques en NASCAR Cup Series
Dernière mise à jour : 17 décembre 2016 
 Bill Elliott est un pilote américain de NASCAR né le 8 octobre 1955 à Dawsonville, Géorgie.

## Carrière
Vainqueur du championnat en 1988, il a également remporté au cours de sa carrière 44 victoires dans la principale série NASCAR dont 2 Daytona 500 en 1985 et 1987.
Il est le père de Chase Elliot, également pilote de NASCAR.

## Lien externe

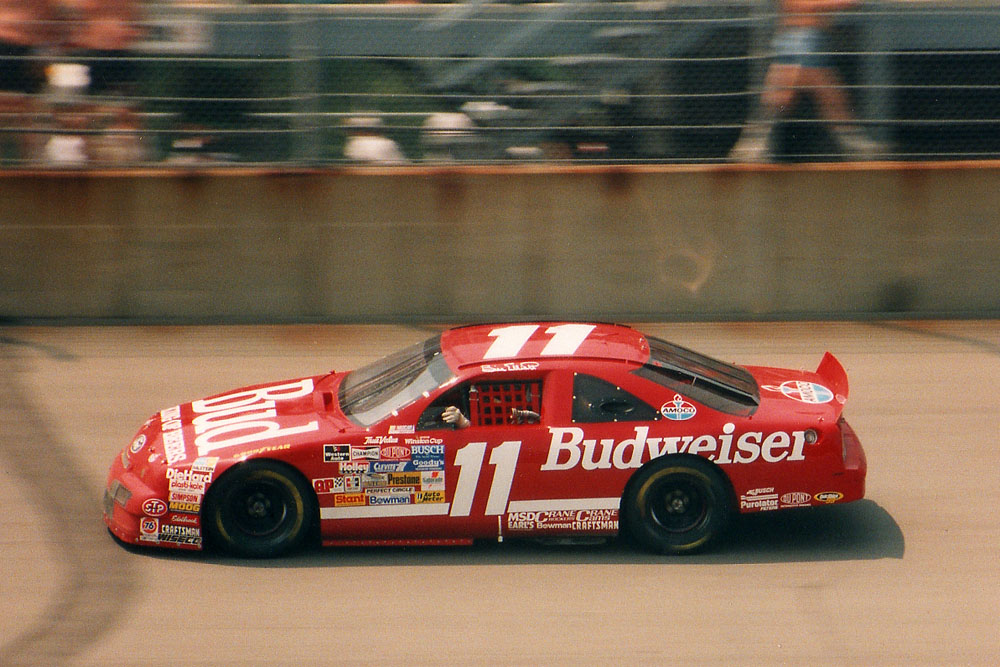
Voiture de Bill Elliott en 1994